# Ахмедов, Новруз Абдулали оглы
Новру́з Абдуллали́ оглы́ Ахме́дов (1940-1976 или 1977) — азербайджанский советский рабочий, депутат Верховного Совета СССР.

## Биография
Родился в 1940 году. Азербайджанец. Беспартийный. Образование среднее.
С 1958 года плотник строительно-монтажного управления в Кировабаде. В 1960-1963 годах служил в Советской Армии. С 1963 года плотник того же управления. С 1965 года спекальщик, с 1968 года старший спекальщик Кировабадского алюминиевого завода, Азербайджанская ССР.
Депутат Совета Союза Верховного Совета СССР 9 созыва (1974—1979) от Кировабадского избирательного округа № 698 Азербайджанской ССР. Член комиссии по промышленности Совета Союза.
Умер между 26 октября 1976 года (день окончания пятой сессии ВС СССР 9 созыва) и 16 июня 1977 года (день начала шестой его сессии).